# Gazastreifen
Der Gazastreifen oder Gasastreifen (arabisch قطاع غزّة, DMG Qiṭāʿ Ġazza, kurz Gaza) ist ein dicht besiedeltes Küstengebiet von Palästina am östlichen Mittelmeer zwischen Israel und Ägypten mit Gaza-Stadt als Zentrum. Den Namen „Gazastreifen“ und seine geografische Form erhielt er durch ein Waffenstillstandsabkommen nach dem Palästinakrieg (1948/49). Palästinensische Flüchtlinge aus dieser Zeit, beziehungsweise deren Nachkommen, stellen mehr als die Hälfte der Einwohner Gazas. Der Großteil der Bevölkerung sind muslimische Araber. Sie gelten in den Staaten, die Palästina nicht als Staat anerkennen, als staatenlos.
Der Gazastreifen wird offiziell durch den Staat Palästina bzw. die Palästinensische Autonomiebehörde gemäß den Oslo-Abkommen verwaltet. De facto wird das Gebiet seit Juli 2007 von der militant-islamistischen Hamas verwaltet und seither autoritär regiert. Es gab seit ihrer Herrschaftsübernahme keine Wahlen mehr und die Meinungsfreiheit ist stark eingeschränkt. Die Hamas wird von Israel und den meisten westlich orientierten Staaten als terroristische Vereinigung eingestuft.
Seit dem Terrorangriff der Hamas auf Israel am 7. Oktober 2023 verlor die Hamas im Krieg zwischen Israel und der Hamas im November 2023 die Kontrolle über mehrere Bereiche im Gazastreifen.

## Internationaler Status
Israel kontrolliert die Außengrenzen des Gazastreifens im Norden, Osten und den Seeweg im Westen. Ägypten kontrolliert die Grenze im Süden. Darüber hinaus kontrolliert Israel den Luftraum nach Gaza. Aufgrund dieser Kontrolle ist der Gazastreifen seit 2007 durch eine israelisch-ägyptische Blockade beeinträchtigt. Aus diesem Grund wird der Gazastreifen von Deutschland und den Vereinten Nationen als besetztes Gebiet betrachtet.
Seine Bewohner gelten in den Staaten, die Palästina nicht als Staat anerkennen, als staatenlos.

## Geographie

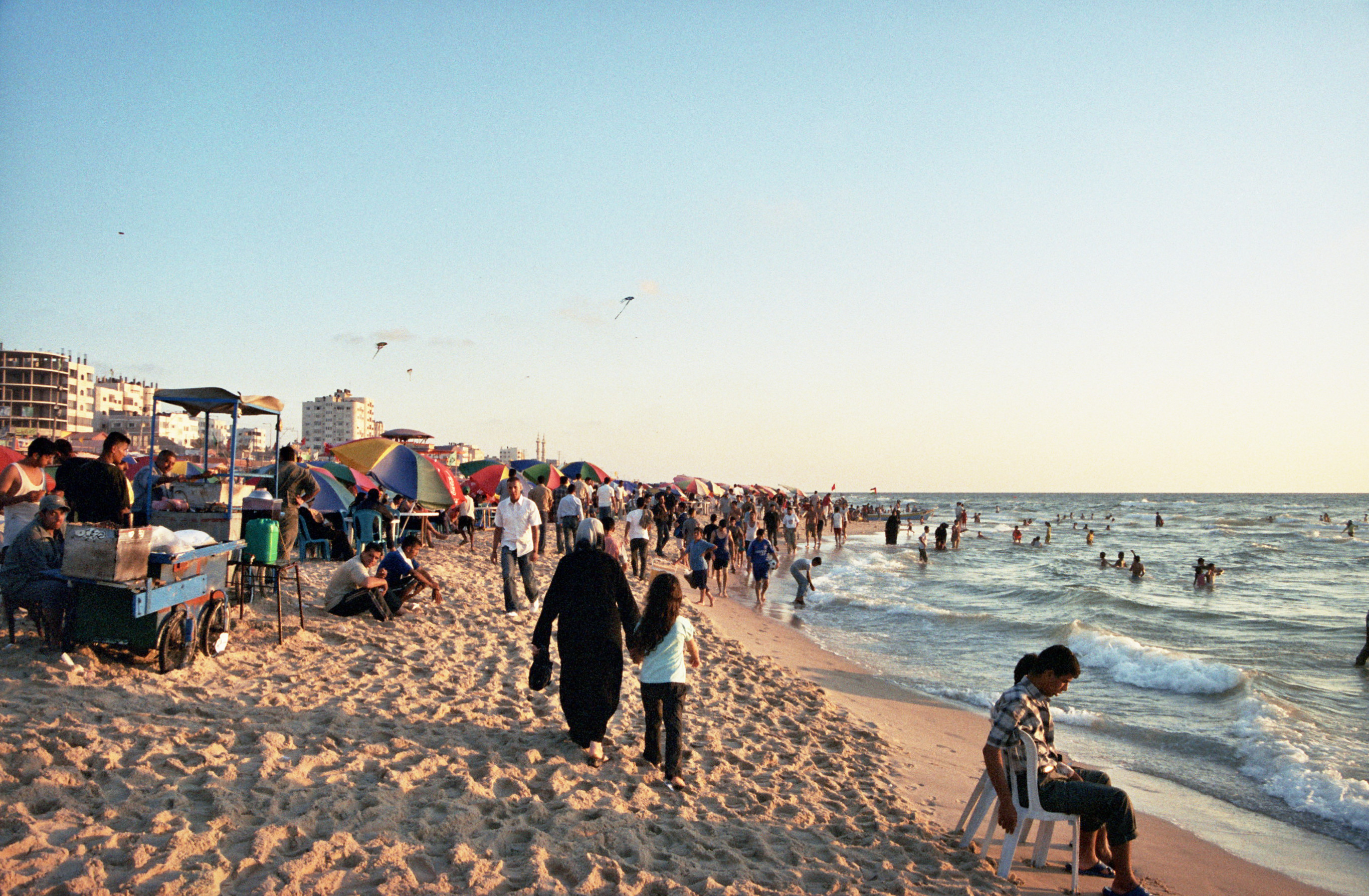
Sandstrand von Gaza

Der Gazastreifen besteht, wie die Mittelmeerküste von Israel, hauptsächlich aus Sand und Dünen. Lediglich 14 % der Fläche sind für die Landwirtschaft nutzbar. Seine Länge beträgt 40 km, die Breite zwischen 6 und 14 km und die Fläche 360 km². Die mit 105 m über dem Meer höchste Erhebung ist der Abu Auda. Im jährlichen Durchschnitt regnet es zwischen 150 und 450 mm. Vor der Küste des Gazastreifens im Mittelmeer gibt es bedeutende Erdgasvorkommen, zu denen das 2000 entdeckte Feld Gaza Marine zählt. Im Süden grenzt der Streifen an den ägyptischen Sinai, im Norden und im Osten an Israel. Das Mittelmeer im Westen wird von Israel kontrolliert. Die Landgrenze ist durch eine Sperranlage in Form eines Zaunes befestigt.
Im Gazastreifen liegen folgende Städte: Gaza-Stadt, Chan Yunis, Deir al-Balah, Rafah, Bait Lahiya und Dschabaliya. Bis zur Räumung der israelischen Siedlungen (siehe unten) im August 2005 lebten im Gazastreifen etwa 8500 Israelis in 21 jüdischen Siedlungen innerhalb der jüdischen Enklaven.

## Geschichte

### Von der Antike bis zum Ersten Weltkrieg

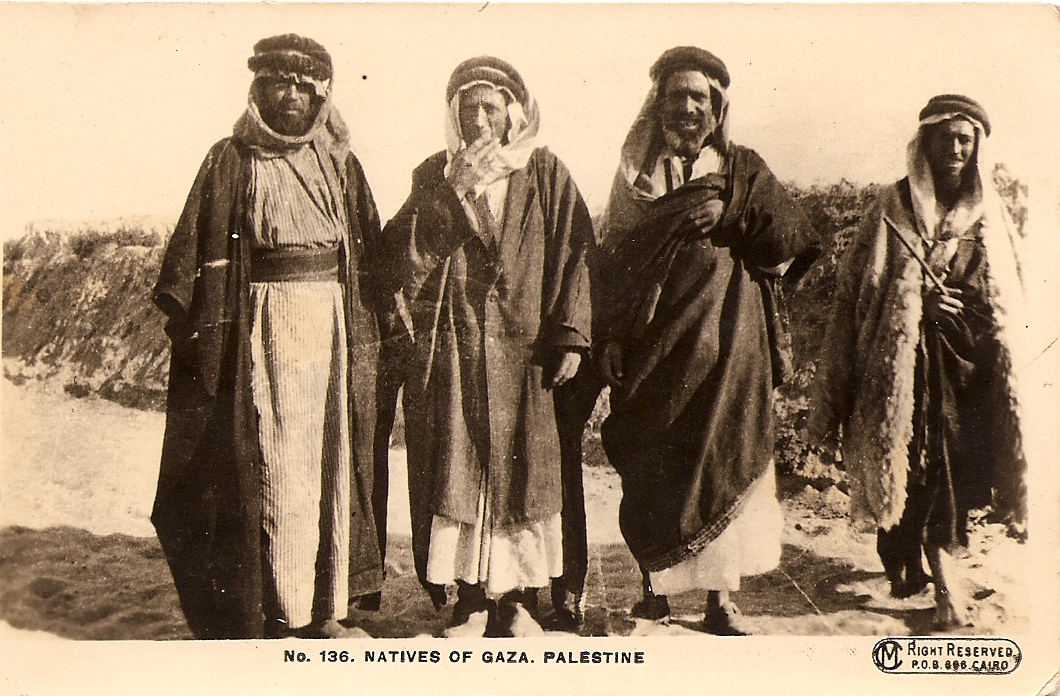
Postkarte mit Einwohnern von Gaza, ca. 1920

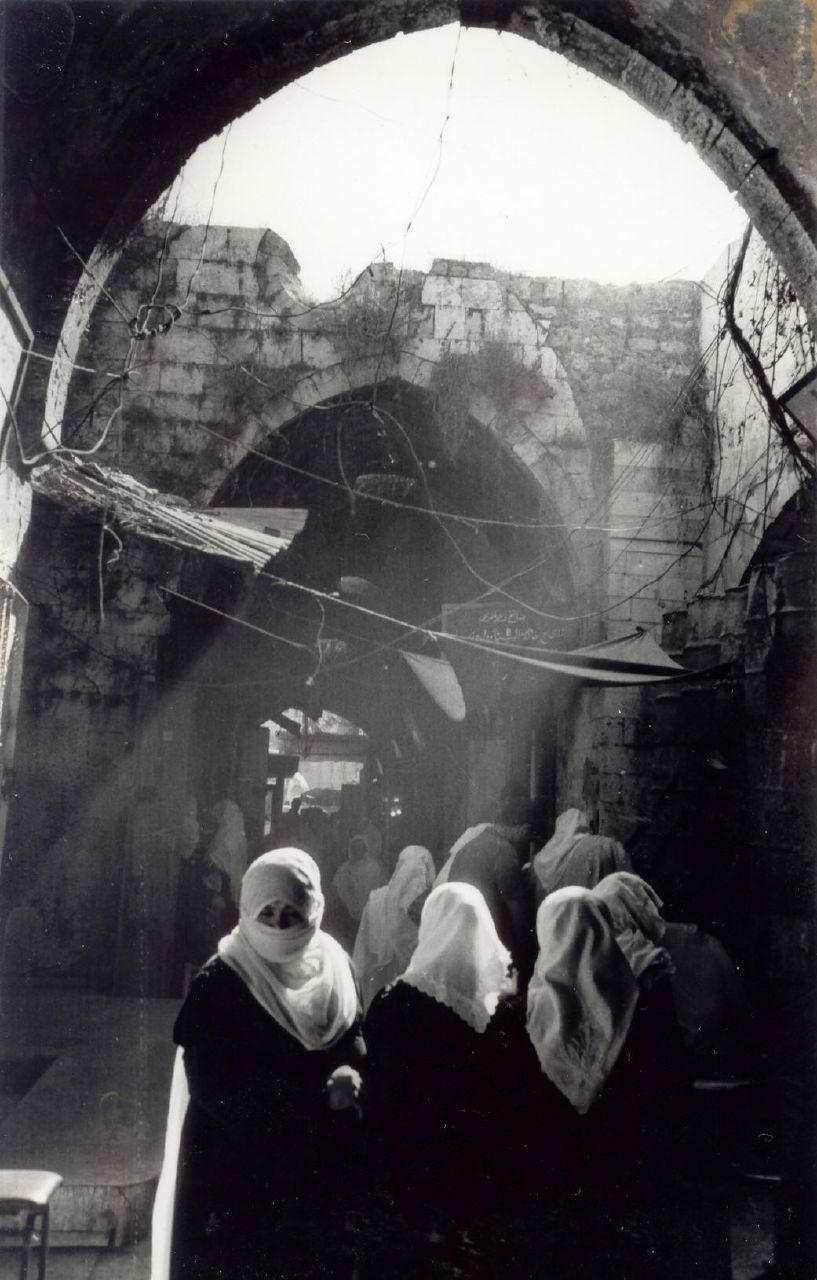
Im Suq von Gaza

Gaza war in der frühen Antike ein bedeutendes Handelszentrum an der Schnittstelle von Afrika, Asien und Europa. Die Philister hatten das Gebiet im 12. Jahrhundert v. Chr. im Zuge des sogenannten Seevölkersturms von Ägypten übernommen und bauten es zum Kern ihres Siedlungsgebietes Philistäa aus. Die Philister gründeten Stadtstaaten, Aschdod, Aschqelon, Eqron, Gat und Gaza, die als Pentapolis ein wehrhaftes Bündnis und gemeinsames Herrschaftsgebiet bildeten.
Vom 8. Jahrhundert v. Chr. an wechselte in kurzen Abständen die Herrschaft über Gaza. Nacheinander gewannen Ägypten und Assyrien Einfluss, und im 7. Jahrhundert wurde Gaza vom Neubabylonischen Reich annektiert. Das altpersische Achämenidenreich beherrschte die gesamte Levante vom späten 6. Jahrhundert v. Chr. an, ehe Alexander der Große Gaza 332 v. Chr. nach dreimonatiger Belagerung eroberte. Überlebende Männer, Frauen und Kinder wurden in die Sklaverei verkauft. Alexanders Nachfolger, die Ptolemäer (von Ägypten aus) und die Seleukiden (von Syrien aus), beherrschten das Gebiet bis zur Eroberung durch die Römer im 1. Jahrhundert v. Chr., die die Stadt Gaza wieder aufbauten und ihr zu neuer Blüte verhalfen. Unter anderem verlief auch die schon in der vorrömischen Zeit wichtige und nun ausgebaute Handelsstraße Via Maris durch Palästina. Im Zuge der Teilung des Römischen Reiches 395 n. Chr. fiel Gaza mit der ganzen Levante an Byzanz.
Juden lebten in Gaza spätestens seit dem zweiten vorchristlichen Jahrhundert. Die jüdische Gemeinde erlebte eine erste Blütenzeit im Mittelalter bis zur Ankunft der Kreuzfahrer im zwölften Jahrhundert. Einen grundlegenden kulturellen und politischen Wandel in der Region bewirkte die islamische Eroberung im Jahr 636 (Schlacht am Jarmuk). Seither entwickelte sich Gaza zu einer arabischen Stadt.
Nachdem im 11. Jahrhundert vorübergehend Kreuzfahrer das Gebiet erobert hatten, kam es im 12. Jahrhundert unter ägyptisch-mamelukkische Herrschaft. Nach der Niederlage gegen die Osmanen im Jahr 1517 geriet es wie das gesamte Mamelukkenreich unter türkische Herrschaft. Mit Nathan von Gaza entwickelte sich in Gaza eines der wichtigsten Zentren des messianischen Judentums und der jüdischen Mystik. Das Gebiet des Gazastreifens wurde Teil des Eyâlets Syrien, ab 1872 des Sandschaks Jerusalem. Die Briten beantworteten die Suezoffensive der von den Mittelmächten unterstützen Osmanen im Ersten Weltkrieg (Sinaifront 1915/1916) mit einer Gegenoffensive der Egyptian Expeditionary Force, die die Grenze des Sandschaks Jerusalem überschritten. Um den Briten den Einmarsch zu erschweren, errichteten die Mittelmächte bei Gaza eine Verteidigungslinie, wobei sie den größten Teil der Stadtbevölkerung nach Hebron und Jerusalem evakuierten. Ein Teil der Evakuierten wurde mit der osmanischen Militärbahn Bayt Ḥanunat–at-Tina und über weitere Strecken sogar bis nach Homs und Aleppo verbracht. Gaza selbst wurde dem Erdboden gleichgemacht (erste, zweite und dritte Schlacht um Gaza) und das gesamte Gebiet kam im Rahmen der Regelungen des Palästinamandats unter britische Verwaltung.

### Von 1918 bis zur Teilung Palästinas (1948)
Zwischen 1918 und 1920 zogen die im Weltkrieg siegreichen Briten und Franzosen neue Grenzen in den eroberten osmanischen Gebieten. In der sogenannten Occupied Enemy Territory Administration South fassten die Briten einen Teil der osmanischen Verwaltungseinheiten zur Region Palästina zusammen. Der Völkerbund erteilte Großbritannien 1922 das Völkerbundsmandat für Palästina, womit erstmals seit der Antike wieder „Palästina“ als amtliche Bezeichnung verwendet wurde. In den Bestimmungen des Mandats beauftragte der Völkerbund die zivile britische Mandatsverwaltung, in Palästina die Schaffung einer unabhängigen Heimstatt für das jüdische Volk vorzubereiten. 1923 teilten die Briten vom Mandatsgebiet dessen östlich des Jordans gelegenen Teil ab und schufen darin das Emirat Transjordanien.
Unterdessen kehrte in das kriegszerstörte Gaza, das nun zum britischen Mandatsgebiet Palästina gehörte, weniger als die Hälfte seiner einstigen Bevölkerung zurück. In Palästina formierten sich zwei Nationalbewegungen, eine arabische und eine jüdische; jüdische Bewohner organisierten sich ab 1920 im Jischuv (siehe Repräsentantenversammlung (Palästina)). Die britische Mandatsmacht erkannte 1928 die Repräsentantenversammlung als Repräsentativorgan der jüdischen Bevölkerung Palästinas an und forderte die arabischen Führer auf, die vorwiegend muslimische und christliche arabische Bevölkerung ebenfalls eine politische Vertretung wählen zu lassen. Daraufhin gründeten arabische Notabeln das Arabische Hohe Komitee, dessen Leitung bis zu seiner Flucht im Herbst 1937 der Großmufti von Jerusalem, Mohammed Amin al-Husseini, übernahm.
Die Mandatsverwaltung (Government of Palestine) modernisierte das Land nach britischem Vorbild in Verwaltung, Justiz, Schulwesen und Wirtschaft. Die zunehmende jüdische Einwanderung ebenso wie soziale Umbrüche in der arabischen Gesellschaft führten zu Spannungen zwischen der jüdischen und der arabischen Bevölkerung und ersten Ausschreitungen gegen Juden in Jaffa (1921), Hebron und Safed (1929). 1929 wurden die meisten jüdischen Familien aus Gaza vertrieben, 1936 begann der Arabische Aufstand gegen die Mandatsmacht, und auch während und nach dem Zweiten Weltkrieg gelang es den Briten nicht, britische, arabische und jüdische Ansprüche zu versöhnen.
Der eigenen Verluste an Mitteln und Menschenleben überdrüssig, übergab Großbritannien das Palästinamandat an die 1945 gegründeten Vereinten Nationen (UN), den Rechtsnachfolger des Völkerbunds. Angesichts der Gewalt zwischen Anhängern der beiden nationalen Bewegungen in Palästina schien eine Lösung des Konflikts in einem binationalen Staat inzwischen unmöglich. Die letzten in Gaza verbliebenen Juden wurden aus der Stadt vertrieben. Am 29. November 1947 beschlossen die in den UN vertretenen Nationen den UN-Teilungsplan für Palästina, demzufolge Gaza einem zu gründenden arabischen Staat zugeschlagen werden sollte.
Am 15. Mai 1948 überschritt zu Beginn des Palästinakriegs die ägyptische Armee die Grenze bei Rafah und marschierte in Gaza ein. Die Ägypter kämpften entlang der Via Maris in langwierigen Gefechten um kleine jüdische Siedlungen, die sämtlich am Ende unterlagen. Vom 15. Mai bis 8. Juli griffen ägyptische Streitkräfte ins Gefecht um Kfar Darom ein und eroberten Nirim (15. Mai) und Jad Mordechai (19. bis 25. Mai).

### Unter ägyptischer Kontrolle 1948–1967
Im Oktober 1948 gelangen Israels Streitkräften Vorstöße in der Negev-Wüste (Operation Joav, 15.–22. Oktober 1948), worauf der zuständige ägyptische Brigadegeneral Muhammad Nagib seinen Truppen befahl, sich aus Ad Halom, ihrem weitesten Vorstoß ins israelische Kernland, in das Gebiet um Gaza zurückzuziehen. Die sich dann herauskristallisierende einstweilige Frontlinie legten Ägypten und Israel im Waffenstillstandsabkommen vom 24. Februar 1949 als Grüne Linie fest. Damit war der Gazastreifen territorial abgesteckt.
Bereits zuvor, am 22. September 1948, hatte die Arabische Liga den Gazastreifen zum „Protektorat Gesamt-Palästina“ (arabisch محمية عموم فلسطين Mamiyyat ʿUmūm Filasṭīn) erklärt und Mohammed Amin al-Husseini, den früheren Großmufti von Jerusalem, der seit 1945 in Ägypten im Asyl lebte, zu dessen Präsidenten berufen. Ebenfalls von der Arabischen Liga wurde eine provisorische Regierung für Gesamt-Palästina (arabisch حكومة عموم فلسطين Ḥukūmat ʿUmūm Filasṭīn) aufgestellt und Ahmad Hilmi Pascha als deren Premierminister eingesetzt. Doch konnten die so für Gesamt-Palästina geschaffenen arabischen Organe einstweilen nur im Gazastreifen wirken, da sich Cisjordanien seit 1948 unter der Kontrolle Transjordaniens befand, von dem es 1950 annektiert wurde. Die ohnehin beschränkten Möglichkeiten der Protektoratsorgane, die Politik im Gazastreifen zu bestimmen, entzog das Königreich Ägypten 1952 und löste nach Ausrufung der ägyptischen Republik im Jahr darauf die Regierung Gesamt-Palästinas auf.
1956 wurde der Gazastreifen im Sinaifeldzug (Sueskrise) von Israel besetzt, nachdem von dort aus Terrorangriffe palästinensischer Fedayin stark zugenommen hatten; Militärgouverneur für Gaza wurde General Matti Peled. Auf Druck der USA beendeten Großbritannien, Frankreich und Israel ihre militärische Intervention, und Ägypten übernahm faktisch wieder die Herrschaft über den Gazastreifen. Dessen inhaltslosen Status als Protektorat Gesamt-Palästina hob Ägypten 1959 offiziell auf.
Infolge der Sueskrise wurden Friedenstruppen der Vereinten Nationen (UNEF-Mission) im Gazastreifen stationiert. Dies führte zur Beruhigung des Grenzkonflikts zwischen Israel und Ägypten.

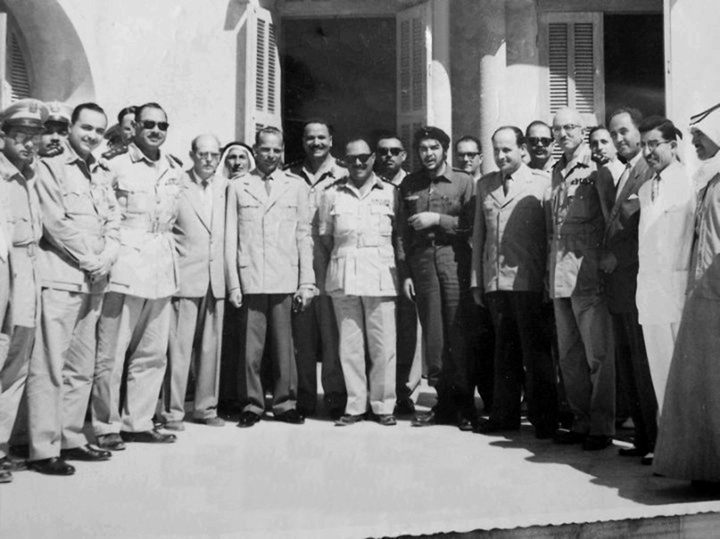
Che Guevara in Gaza-Stadt, bei seinem Besuch des Gazastreifens, 1959

Auch in der Zeit nach 1959, bis zum Sechstagekrieg 1967, wurde der Gazastreifen von Ägypten verwaltet, jedoch nicht annektiert. Im Gegensatz zum jordanisch besetzten Westjordanland, durch dessen Annexion 1950 alle Palästinenser dieses Gebietes bis zum Friedensvertrag zwischen Israel und Jordanien von 1994 jordanische Staatsbürger wurden, gewährte Ägypten den Bewohnern des Gazastreifens keine staatsbürgerlichen Rechte; sie blieben staatenlos.
Während der Mobilisierung ägyptischer Truppen vor Ausbruch des Sechstagekriegs wurden die UNEF-Soldaten auf Anweisung Gamal Abdel Nassers am 19. Mai 1967 abgezogen. Unmittelbar danach begannen Feuerwechsel zwischen israelischen Grenzpatrouillen und arabischen Kämpfern sowie Attacken der Palästinensischen Befreiungsarmee vom Gazastreifen aus.

### Israelische Besatzung bis zur zweiten Intifada (2005)
Im Sechstagekrieg von 1967 wurde der Gazastreifen von Israel besetzt. Während die gleichzeitig eroberte Sinai-Halbinsel von der israelischen Armee nach den Camp-David-Gesprächen von 1978 und der Unterzeichnung des israelisch-ägyptischen Friedensvertrages von 1979 stufenweise bis 1982 geräumt wurde, blieb der Gazastreifen bis 2005 unter israelischer Kontrolle, und die israelische Regierung genehmigte dort die Anlage jüdischer Siedlungen. 8000 Siedler lebten auf 40 % des Gebietes des Gazastreifens in einem als Gusch Katif bezeichneten Siedlungsblock im Süden. Diese Siedlungen waren für die arabischen Bewohner des Gazastreifens nicht zugänglich und schnitten ihren Zugang zu Stränden und Feldern ab. Für die israelischen Siedler wurde ein eigenes, vom palästinensischen getrenntes Straßennetz angelegt, über das ihre Orte vom israelischen Staatsgebiet aus sicher erreichbar sein sollten. Anfang der 1980er bestand im Gazastreifen ungeachtet der Unzufriedenheit der lokalen Bevölkerung eine überwiegend friedliche Koexistenz. Erst im Dezember 1987 begann die Erste Intifada mit Protestaktionen arabischer Jugendlicher im Gazastreifen.
Seit dem Gaza-Jericho-Abkommen von 1994 (dem sogenannten Kairoer Abkommen) stand der Gazastreifen überwiegend unter der Selbstverwaltung der Palästinenser (Palästinensische Autonomiegebiete). Nur Teile des Gazastreifens blieben zunächst noch unter israelischer Kontrolle.
Zwischen israelischen Soldaten und Palästinensern kam es seit der Ausrufung der Zweiten Intifada (Al-Aqsa-Intifada) zu blutigen Auseinandersetzungen; der Gazastreifen entwickelte sich zu einer Hochburg des arabisch-islamischen Fundamentalismus der Hamas, die in Opposition zur Fatah (PLO) und der Palästinensischen Autonomiebehörde agierte. Gegen die Hamas arbeitete insbesondere Mohammed Dahlan, der Sicherheitschef der Palästinensischen Autonomiebehörde im Gazastreifen. Selbst die sich unter seinem Einfluss ausbreitende Korruption hinderte westliche Mächte nicht, ihn weiterhin zu unterstützen, um den Einfluss der Hamas einzuhegen.

### Abzug der Israelis aus dem Gazastreifen (2005)
Nach langwierigen innenpolitischen Auseinandersetzungen setzte der israelische Ministerpräsident Ariel Scharon 2005 mit Unterstützung der Opposition (u. a. der Arbeitspartei „Awoda“) und gegen Widerstand aus seinen eigenen Reihen (Likud) den Abzug Israels aus dem Gazastreifen durch. Am 15. August 2005 begann der Abzug mit einem Einreise- und Aufenthaltsverbot für israelische Zivilisten. Den Bewohnern der 21 israelischen Siedlungen im Gazastreifen wurde eine Frist von 48 Stunden gewährt und danach die zwangsweise Räumung des Gebietes durch israelisches Militär eingeleitet. Am 12. September 2005 verließ der letzte israelische Militärkonvoi den Gazastreifen über den Grenzübergang Kissufim, Israels Präsenz im Gazastreifen endete, und nur die Grenzübergänge zu Israel blieben unter seiner Kontrolle. Der Kampf um die von den Israelis freigegebenen Gebiete wurde blutig ausgetragen, Hunderte arabische Zivilisten wurden getötet. Um die Inbesitznahme rivalisierten einflussreiche Familien sowie Hamas und PLO. Zugleich nahmen die vom Gazastreifen ausgehenden Anschläge, darunter Raketenangriffe, auf israelisches Territorium zu.
Der israelische Ministerpräsident Scharon wies am 25. Dezember 2005 die israelischen Streitkräfte an, Raketenangriffe aus dem Gazastreifen zu unterbinden. Dazu sollte eine 2,5 Kilometer breite Sperrzone im nördlichen Gazastreifen eingerichtet werden, die von Palästinensern nicht mehr betreten werden durfte. Am 27. Dezember forderte die israelische Armee die palästinensischen Bewohner dieser „Sicherheitszone“ durch Flugblätter und Lautsprecherdurchsagen auf, sie zu verlassen.

### Wahlen und Machtkampf, 2006–2007

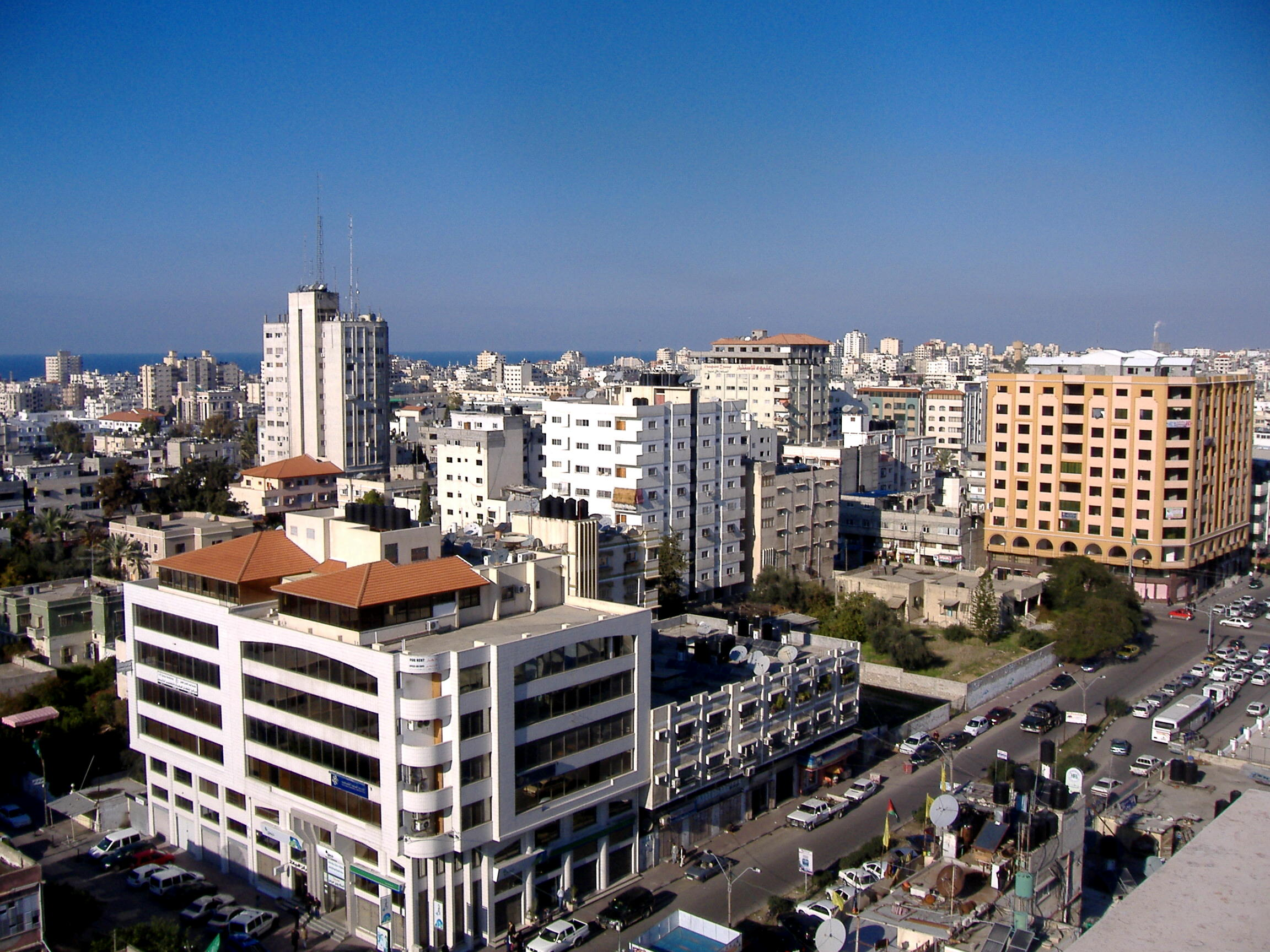
Blick auf Gaza-Stadt, 2007

Im Januar 2006 gewann die Hamas bei den Parlamentswahlen der Palästinensischen Autonomiegebiete mit 76 von 132 Sitzen die absolute Mehrheit. Aufgrund anschließender internationaler Isolation, die neben einem Stopp der Finanzhilfen der USA und der EU an die Autonomiebehörde auch Einbehaltung von palästinensischen Steuereinnahmen durch Israel beinhaltete, war die Hamas jedoch gezwungen, im September 2006 in eine Regierung der Nationalen Einheit mit der verfeindeten Fatah einzuwilligen. Die Spannungen zwischen der islamistischen Hamas und der religiös gemäßigteren, aber mit Korruptionsvorwürfen belasteten Fatah hielten jedoch an und erreichten im Juni 2007 einen neuen Höhepunkt.

### Machtergreifung der Hamas und Diktatur, seit 2007

#### 2007
Im Kampf um Gaza gelang es der Hamas, die Fatah aus dem Gazastreifen zu vertreiben. Präsident Mahmud Abbas setzte am 17. Juni 2007 eine neue Regierung unter Salam Fayyad ein. Dabei wurde er von den USA, der EU, aber auch von der Arabischen Liga unterstützt. Die Hamas lehnte die neue Regierung ab. Sie erhob für sich den alleinigen Machtanspruch und regiert seitdem faktisch den Gazastreifen. Die Politik der Hamas gegenüber der Zivilbevölkerung ist dabei von Willkür und Gewalt gekennzeichnet. So kritisiert Amnesty International willkürliche Verhaftungen, Folter und Erschießungen. Über die Regierung selbst war wenig bekannt, da die genauen Führungsstrukturen der Hamas und auch die Identitäten ihrer Spitzenpolitiker größtenteils geheim gehalten wurden. Die Hamas wird von Israel und den meisten westlich orientierten Staaten als terroristische Vereinigung betrachtet.
Am 19. September 2007 erklärte die israelische Regierung den Gazastreifen zum „feindlichen Gebiet“, um „so den Druck auf die Hamas [zu] erhöhen, damit diese die inzwischen fast täglichen Raketenangriffe aus dem palästinensischen Autonomiegebiet unterbindet“. Daher sollte unter anderem die Versorgung des Gazastreifens mit Elektrizität eingeschränkt werden. Ziel dieser Maßnahmen sei die Schwächung der Hamas. Der Generalsekretär der Vereinten Nationen forderte daraufhin Israel auf, den Beschluss zu überdenken. Israel habe Verpflichtungen gegenüber der Zivilbevölkerung und dürfe nicht Menschenrechte missachten.

#### 2008–2009

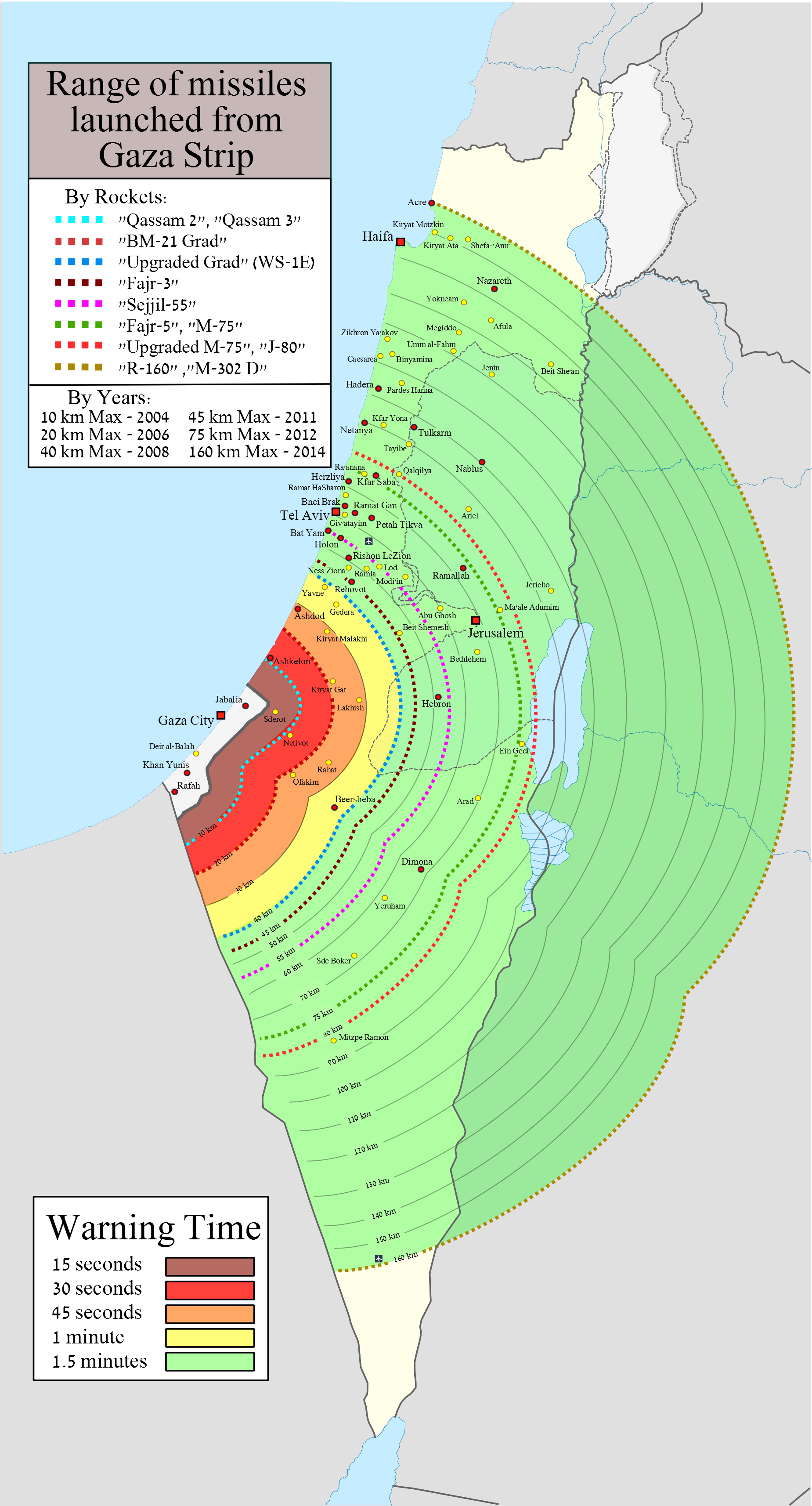
Reichweiten von Raketen aus dem Gazastreifen und bedrohte Städte in Israel

Als Reaktion auf die Raketenangriffe auf die israelische Stadt Sderot mit Kassam-Raketen durch die Hamas aus dem nördlichen Gazastreifen sperrte Israel zunächst am 18. Januar 2008 die Grenzübergänge zum Gazastreifen und stellte die Treibstofflieferungen ein. Nachdem das einzige Ölkraftwerk bei Gaza-Stadt seine Stromproduktion am Sonntag, den 20. Januar 2008, hatte einstellen müssen, kam es zunächst zu einem großen Stromausfall im Gazastreifen. Israel und die Hamas-Regierung unter Ismail Haniyya machten sich gegenseitig dafür verantwortlich. Die israelische Regierung kündigte kurz darauf eine Öffnung der Grenzen und Wiederaufnahme der Hilfslieferungen in den Gazastreifen an. Auch die Stromlieferungen, die 70 % des Strombedarfes ausmachen, sollten wieder aufgenommen werden.
Am 23. Januar 2008 sprengten Kämpfer einen mehrere hundert Meter langen Teil der Grenzmauer zu Ägypten, worauf viele tausend Palästinenser über die Grenze in die ägyptische Provinz Schimal Sina strömten. In Israel wurden Stimmen laut, die Verantwortung für die Versorgung der 1,5 Millionen Bewohner des Gazastreifens wieder – wie es bis 1967 der Fall gewesen war – Ägypten zu übertragen. Auch Ägypten ergriff entlang der Grenze zu Gaza ähnliche Schritte wie Israel und begann Anfang 2008 mit der Errichtung einer drei Meter hohen Sperrmauer, die – nach der Sprengung der Grenzbarrieren durch die Hamas – zumindest auf einer Teilstrecke des Grenzverlaufs die bisherigen Stacheldrahtsperranlagen ersetzen soll.
Am 19. Juni 2008 trat eine von Ägypten ausgehandelte sechsmonatige Waffenruhe in Kraft. Die Hamas verpflichtete sich, ihre Raketenangriffe auf israelische Gebiete zu beenden; im Gegenzug lockerte Israel schrittweise seine Blockade des Gazastreifens. Damit war es zum ersten Mal seit langer Zeit wieder möglich, die 1,5 Millionen im Gazastreifen lebenden Palästinenser unbeschränkt mit Nahrungsmitteln, Baustoffen, Treibstoff und Konsumgütern zu versorgen.
Im Juli 2008 erschütterten mehrere Bombenanschläge und Selbstmordattentate den Gazastreifen. Die Hamas machte dafür die mit ihr rivalisierende Palästinensergruppe Fatah verantwortlich. Bei Razzien wurden über 100 Mitglieder der Fatah festgenommen. Auch die Raketen- und Mörserangriffe auf israelische Siedlungen wurden fortgeführt und von der Hamas nicht unterbunden. Während der verabredeten Waffenruhe wurden insgesamt mindestens 239 Raketen- und 185 Granatenangriffe gezählt, allein am 17. Dezember erfolgten 24 Angriffe. Abwehrmaßnahmen der Israelischen Streitkräfte gegen Raketenschützen wurden von der Hamas als Verletzung der vereinbarten Waffenruhe und Provokation bezeichnet.
In dieser Zeit kam es im Gazastreifen auch wiederholt zu Bombenanschlägen islamistischer Extremisten auf die Einrichtungen der christlichen Minderheit unter den Palästinensern; dabei wurden u. a. eine Bibliothek sowie Geschäfte und Internetcafés zerstört.
Am 27. Dezember 2008 begann die israelische Armee als Reaktion auf den fortwährenden Raketenbeschuss Israels durch die Hamas die sogenannte Operation Gegossenes Blei. Begleitet wurde diese militärische Aktion von Bombenangriffen auf Gebäude, in denen Angehörige der Hamas vermutet wurden. Dabei kamen mehrere hundert Zivilisten ums Leben, mehrere Tausend wurden während der Luftangriffe verletzt, sodass Krankenhäuser überfüllt waren und die medizinische Versorgung erschwert wurde. Die Operation wurde durch einseitige Waffenstillstandserklärungen durch Israel vom 17. Januar 2009 für zehn Tage und von der Hamas vom 18. Januar 2009 für sieben Tage vorläufig beendet. Israel zog seine letzten Truppen am 21. Januar 2009 ab.
Frankreich verlagerte zur Sicherung des Waffenstillstandes und zur Verhinderung von neuem Waffenschmuggel vom Meer aus die Fregatte Germinal in die Küstenregion. Gleichzeitig forderte es die schnelle Öffnung des Grenzübergangs Rafah.
Am 27. Januar 2009 um 8:00 Uhr Ortszeit wurde in der Nähe des Grenzüberganges Kissufim von militanten Palästinensern ein Sprengsatz gezündet, als ein israelisches Patrouillenfahrzeug passierte. Dabei wurden ein israelischer Unteroffizier getötet und drei Soldaten teilweise schwer verletzt.
Kurz nach diesem Angriff kündigte Ministerpräsident Ehud Olmert harte Reaktionen auf den Vorfall an. Am Nachmittag rückten Panzer und Planierraupen östlich von Chan Junis in den Gazastreifen ein. Dabei wurde ein palästinensischer Landwirt getötet. Die Luftwaffe habe eine Rakete auf ein fahrendes Motorrad abgefeuert und dabei ein Hamas-Mitglied und seinen Beifahrer schwer verletzt. Die israelische Luftwaffe flog mehrere Luftangriffe auf die rund 1.500 Tunnelanlagen an der Grenze zu Ägypten.
Am 15. August 2009 rief Abdel-Latif Mussa, der Führer der al-Qaida nahestehenden Splittergruppe Dschund Ansar Allah, in Rafah ein „Islamisches Emirat“ aus. Bereits zuvor hatte die Gruppe der Hamas Nachgiebigkeit in Bezug auf die Durchsetzung der Scharia-Vorschriften vorgeworfen. Im Anschluss daran kam es zu einem mehrstündigen Feuergefecht zwischen Angehörigen dieser Gruppierung und Einheiten der Kassam-Brigaden, in dessen Verlauf Mussa sowie 27 weitere Personen, darunter nach amtlichen Angaben sechs Polizisten und zwei unbeteiligte Zivilisten, getötet wurden. Unter den Toten war auch ein Unterhändler der Hamas, Abu Dschibril Schemali; dieser wurde von Israel als einer der Organisatoren der Gefangennahme und Verschleppung Gilad Schalits verantwortlich gemacht, die zur Operation Sommerregen führte.

#### 2010–2013
Am 31. Mai 2010 kam es zu einem Zwischenfall vor der Küste Gazas. Das israelische Militär enterte sechs mit Hilfsgütern für den Gazastreifen beladene Schiffe, die die Blockade durchbrechen wollten. Beim Entern der Mavi Marmara wurden nach Berichten mindestens neun Menschen getötet und über vierzig verletzt.
Viele Staaten verurteilten den Angriff und kritisierten zugleich die seit drei Jahren andauernde Blockade des Gazastreifens. US-Außenministerin Hillary Clinton etwa bezeichnete die Situation in Gaza als „unhaltbar und inakzeptabel“. UN-Generalsekretär Ban Ki-moon forderte, dass Israel die Blockade sofort aufheben müsse.
Zweieinhalb Wochen nach dem „Ship-to-Gaza“-Zwischenfall beschloss das israelische Sicherheitskabinett am 20. Juni 2010 eine Lockerung der Blockade des Gazastreifens. Güter zur zivilen Nutzung sowie Materialien für zivile Bauprojekte unter internationaler Aufsicht sollen ohne Einschränkungen in den Gazastreifen eingeführt werden können. Diese Einfuhr könne aber nur über den Landweg erfolgen, die israelische Regierung werde auch weiterhin an der Seeblockade festhalten. Statt der Liste mit den erlaubten Produkten gibt es seitdem eine Liste mit verbotenen Materialien, meist Gegenstände, die auch als Waffen benutzt werden können.
Im November 2010 forderten Hilfsorganisationen wie Amnesty International und medico international mit einem Appell an die internationale Gemeinschaft das sofortige Ende der Gaza-Blockade. Sie klagten an, dass das Verbot von Exporten aus dem Gazastreifen nicht aufgehoben wurde und dass es vor allem an Material für den Wiederaufbau fehle. Zudem sei die Bevölkerung stark in ihrer Bewegungsfreiheit eingeschränkt und nach Angaben der UN zu 80 % von externen Hilfslieferungen abhängig.
Beeinflusst von der Revolution in Ägypten, gingen viele Palästinenser im Februar 2011 auf die Straßen und demonstrierten gegen die aktuelle politische Situation. Nachdem die Regierung im Westjordanland Wahlen für Ende 2011 angekündigt hatte und zurückgetreten war, unterschrieben Anfang Mai Ismail Haniyya und Mahmud Abbas ein Versöhnungsabkommen, das eineinhalb Jahre zuvor die ägyptische Führung in Auftrag der Arabischen Liga aufgesetzt hatte. Beide Fraktionen planten, vor der Parlamentswahl 2012 eine gemeinsame Übergangsregierung zu bilden. Palästinensische Politikexperten führten diesen Schritt auf die arabischen Aufstände seit Beginn des Jahres 2011 zurück. Das ägyptische Außenministerium kündigte daraufhin an, den Grenzübergang bei Rafah dauerhaft zu öffnen und so die Blockade des Gazastreifens zu beenden. Nahostexperten betrachten die Chancen auf eine dauerhafte Aussöhnung der beiden Parteien jedoch skeptisch. Am 10. März 2012 wurden mindestens 130 Raketen vom Gazastreifen aus auf israelische Städte und Dörfer innerhalb von 35 Stunden abgefeuert. Das Raketenabwehrsystem Iron Dome konnte bis zu 90 Prozent der abgefeuerten Raketen abfangen.
Am 11. November 2012 erreichten bei Angriffen mit Mörsergranaten und Raketen erneut über 100 Geschosse innerhalb von 24 Stunden Ziele in Israel. Etwa 450 Raketen sollen in diesem Zeitraum mehrerer Tage von Gaza auf israelisches Gebiet abgefeuert worden sein, dabei starben drei Menschen im Süden Israels. Als Reaktion griff die israelische Luftwaffe in der Operation Wolkensäule ab dem 14. November 2012 Ziele im Gazastreifen an. Im Zuge dieser Angriffe wurde auch der Hamas-Führer Ahmed al-Dschabari getötet. Von 2001 bis 2012 waren damit etwa 11.000 Raketen aus Gaza nach Israel abgefeuert worden. Am 21. November 2012 wurde durch Vermittlung Ägyptens und der USA eine Waffenruhe erzielt.

#### 2014–2023
Die Ermordung dreier israelischer Jugendlicher und der mutmaßliche Rachemord an einem palästinensischen Jungen waren Auslöser für eine erneute Eskalation im Juli 2014. Nach Verhaftungen von Verdächtigen intensivierte sich der Raketenbeschuss auf Israel. Als Antwort startete das israelische Militär die Operation Protective Edge, bei der mit dem Raketenbeschuss in Zusammenhang stehende Ziele in Gaza aus der Luft angegriffen wurden. Später wurde auch eine Bodenoffensive eingeleitet. Insgesamt sind nach Angaben der Hamas bis zum 1. August 2014 über 1400 Palästinenser getötet worden, darunter auch Extremistenführer Hafes Hamad. Die Hamas und andere militante Organisationen feuerten seit Beginn der Operation weit über 1000 Mörsergranaten und Raketen auf das gesamte israelische Staatsgebiet, erstmals erreichten Raketen aus dem Gazastreifen damit auch den Norden Israels. Die israelische Armee bombardierte über 1300 Ziele im Gazastreifen. Am 26. August 2014 trat eine unbefristete Waffenruhe in Kraft. Diese kam aufgrund ägyptischer Vermittlung zustande, nachdem Israel Zugeständnisse gemacht hatte.
Nach UN-Angaben wurden 6761 Gebäude vollständig zerstört und mehr als 10.000 Gebäude beschädigt. Für den Wiederaufbau trat Mitte Oktober in Kairo eine Geberkonferenz zusammen. Insgesamt wurden Verpflichtungen über 5,4 Milliarden Dollar eingegangen, wovon 47,5 % für die Wiederherstellung von Wohnraum und Infrastruktur vorgesehen wurden. Von diesen Geldern war in Gaza bis April 2015 laut dem Pressesprecher der dortigen Handelskammer jedoch noch nichts angekommen. Der Wiederaufbau hat dennoch begonnen, obwohl er durch die Korruption der Hamas-Regierung und die restriktive Kontrolle des Zementimports durch Israel, der zudem für den Ausbau des Tunnelsystems verwendet wird, behindert wird.
Im August 2017 waren 7 von 10 Einwohnern von humanitärer Hilfe aus dem Ausland abhängig, die Jugendarbeitslosigkeit lag bei rund 60 %.
Am 1. August 2018 ist die von der EU gebaute Solaranlage eingeweiht worden. Mit dem gewonnenen Strom soll eine Meerwasserentsalzungsanlage betrieben werden, die ab 2020 eine Viertelmillion Menschen mit sauberem Wasser versorgen soll. Im Juli 2019 ist nach drei Jahren Bauzeit eine weitere Entsalzungsanlage fertiggestellt worden. Die Anlage bei Gaza-Stadt liefert täglich rund 10.000 Kubikmeter sauberes Trinkwasser, mit denen etwa 200.000 Menschen versorgt werden können. Die Kosten beliefen sich auf rund 15 Millionen Dollar. Das Geld stellte der Kuwait-Fonds für arabische Wirtschaftsentwicklung zur Verfügung.
Allein im Jahr 2019 wurden aus dem Gazastreifen 1295 Raketen auf Israel abgefeuert. Von diesen wurden 478 vom Raketenabwehrsystem Iron Dome abgefangen. Im Mai 2021 wurden erneut über 4.000 Raketen aus dem Gazastreifen auf Israel abgefeuert. Iron Dome konnte rund 90 % davon abfangen. Auslöser für den Konflikt 2021 waren Einschränkungen der Ramadanfeiern durch israelische Sicherheitskräfte. Nach der Stürmung der Al-Aksa-Moschee durch die israelische Polizei begann am Montag, dem 10. Mai 2021 der Raketenbeschuss. Nach dem Ende des elftägigen Konflikts lockerte Israel im Hinblick auf eine Stabilisierung der Region einige Einschränkungen; unter anderem wurden ab 2021 vermehrt Arbeitserlaubnisse für Israel erteilt, häufig für Tätigkeiten im Baugewerbe, in der Landwirtschaft und in der Produktion.
Mit ausdrücklicher Duldung Israels wurde der unter der Kontrolle der Hamas stehende Gazastreifen über Jahre hinweg von Katar finanziert. Israel erhoffte sich durch die Finanzierung eine Anhebung und Stabilisierung des Lebensstandards im Gazastreifen und damit wiederum, dass sich die Bevölkerung politisch mäßigt. Diese Hoffnungen waren spätestens im Oktober 2023 begraben.

#### Seit Oktober 2023
Am Morgen des 7. Oktober 2023 erfolgte vom Gazastreifen aus ein großangelegter Terrorangriff der Hamas auf Israel. Israelischen Angaben zufolge wurden 1.139 Menschen ermordet oder im Kampf getötet – darunter 695 israelische Zivilisten, einschließlich 36 Minderjähriger, 373 Mitglieder der israelischen Sicherheitskräfte und 71 Ausländer. Israel verschärfte daraufhin die Blockade von Gaza und begann im Rahmen der Militäroperation „Eiserne Schwerter“ mit Luftangriffen auf den dicht besiedelten Gazastreifen. Nachdem am 24. Oktober 2023 das von den Terroristen besetzte israelische Staatsgebiet an der Grenze zum Gazastreifens durch die Israelischen Verteidigungsstreitkräfte (IDF) befreit worden war, überschritten in der Nacht vom 27. zum 28. Oktober 2023 Bodentruppen der IDF die Grenze zum Gazastreifen und eröffneten mit der Bodenoffensive die nächste Phase der israelischen Militäroperation. Der Gazastreifen selber wurde bei der Militäroperation faktisch in zwei Hälften geteilt – in einen nördlichen Teil mit Blick auf Gaza und einen südlichen Teil, welcher als „sichere Zone“ für Flüchtlinge galt. Die israelischen Truppen operierten dabei mit massiver Artillerie, Luft- und Seeunterstützung.
„Blick auf Gaza –
Die Bevölkerung im Gazastreifen lebt auf engstem Raum und darf ohne Sonderbewilligung nicht weg.“

Link zum Bild

Nach Angaben des von der Hamas kontrollierten Gesundheitsministeriums sind seit Beginn des laufenden Gazakrieges mindestens 45.874 Palästinenser bei israelischen Angriffen getötet und 113.988 verletzt worden (Stand: 18. Dezember 2024). Dabei unterscheidet das Ministerium nicht zwischen Hamas-Kämpfern und Zivilisten. Schätzungen beziffern den Anteil der getöteten Zivilisten auf 74 bis 87 %.
Seit dem Beginn des Gazakrieges 2023 wurde nach UN-Angaben mit Stand von Ende November 2023 der Gazastreifen so stark bombardiert, dass knapp ein Fünftel der Infrastruktur zerstört ist. Auf einem am 26. November 2023 aufgenommenen Satellitenbild sind laut UNOSAT 37.379 beschädigte Gebäude identifiziert worden – davon besonders viele im Norden des Gaza-Streifens und in Gaza-Stadt.
Israel konnte unter anderem die Kontrolle über die Verwaltungsgebäude in Gaza erlangen, was der islamistischen Regierung keine direkte Regierungsausübung mehr ermöglichte. Weitere Teile des Gazastreifens fielen später an Israel.
Um den 4. Dezember 2023 rückten israelische Truppen auch in den südlichen Gazastreifen ein, in der Nähe von Chan Yunis.
Am 6. Januar 2024 deklarierten Vertreter der IDF die Strukturen der Hamas im nördlichen Gazastreifen als zerschlagen. Nach Angaben der israelischen Armee verfügte die Hamas dort vor Kriegsbeginn über etwa 14.000 Militante in zwei Brigaden. Man konzentriere sich nun auf die militanten Strukturen im zentralen und südlichen Gazastreifen.
Nach Angaben von Der Spiegel unter Berufung auf Satellitendaten weisen Gebäude und landwirtschaftliche Nutzflächen im Gazastreifen folgende Zerstörungsgrade auf (Stand Februar 2024): Bezirk Nord-Gaza: 68 bis 81 % zerstört, Bezirk Gaza: 72 bis 84 % zerstört, Bezirk Deir al-Balah: 40 bis 51 % zerstört, Bezirk Chan Yunis: 45 bis 58 % zerstört, Bezirk Rafah: 22 bis 32 % zerstört.
Laut einer Untersuchung der Vereinten Nationen (UN) wurden bis April 2024 so viele Gebäude und Einrichtungen im Gazastreifen durch Israels Militäroperation zerstört, dass sich die Menge an Trümmern auf 37 Millionen Tonnen belaufe. Es wurde nach Schätzung der UN mehr zerstört als in den zwei Kriegsjahren in der gesamten Ukraine. Unter dem Schutt befinden sich laut dem UN-Minenräumdienst Unmas außerdem viele Blindgänger. Auch Asbest sei ein Problem.
Angesichts der sich 2024 weiter verschärfenden humanitären Krise im Gazastreifen erhöhen Hilfsorganisationen wie die Welthungerhilfe ihre Unterstützung vor Ort.

## Bevölkerung
Der Gazastreifen hatte 0,25 Mio. Einwohner im Jahr 1950, 0,53 Mio. im Jahr 1985, 1,13 Mio. im Jahr 2000, 1,5 Mio. im Jahr 2010 und 1,961 Mio. Ende 2018. 2022 übersprang die Bevölkerungszahl die 2-Millionen-Schwelle. Innerhalb des Gazastreifens gibt es große Unterschiede. 1,2 Millionen Menschen leben in Flüchtlingslagern, diese gehören nach Angaben der Vereinten Nationen zu den am dichtest besiedelten der Welt.
Zwei Drittel bis drei Viertel der Bevölkerung sind Flüchtlinge, die vor dem Palästinakrieg (1947–1949) vor allem in Jaffa und Umgebung lebten, und deren Nachkommen.
Davon leben etwa 492.000 in den acht von der UNRWA verwalteten Lagern.
Damit leben 22,42 % aller von der UNRWA registrierten palästinensischen Flüchtlinge im Gazastreifen. Die Bevölkerungsdichte dieser Lager gehört zu den höchsten der Welt; so leben in dem Lager Al Chati (Beach) bei der Stadt Gaza 80.688 Menschen auf einer Fläche von 0,7 km² (zum Vergleich: Kowloon (Hongkong) 43.033 (2006); Mumbai 31.214; Paris 21.067 (2014); Gaza-Stadt 14.658; Tokio 13.650; Genf 13.004; New York 10.532; München 4.668; ehemalige Kowloon Walled City 1,3 Mio. Einwohner/km²).
| Gemeinwesen   | Stichzeit  | Einwohner  | Fläche  | Bevölkerungs- dichte |
| ------------- | ---------- | ---------- | ------- | -------------------- |
| Gazastreifen  | 00.07.2020 | 1.918 Tsd. | 360 km² | 5328 Einw./km²       |
| Berlin        | 31.12.2022 | 3.755 Tsd. | 892 km² | 4210 Einw./km²       |
| Hamburg       | 31.12.2022 | 1.892 Tsd. | 755 km² | 2506 Einw./km²       |
| Bremen (Land) | 31.12.2022 | 0.685 Tsd. | 419 km² | 1633 Einw./km²       |

Die Geburtenrate und das Bevölkerungswachstum gehören zu den höchsten weltweit. Etwa die Hälfte der Bevölkerung ist unter 19 Jahre alt, und die Bevölkerungszahl verdoppelt sich bei der derzeitigen Wachstumsrate etwa alle 15 bis 20 Jahre.
Die Lebenserwartung liegt bei 74,16 Jahren, für Männer bei 72,48 Jahren und für Frauen bei 75,95 Jahren. Damit ist die Lebenserwartung im Gazastreifen etwas höher als der weltweite Durchschnitt, der bei 73 Jahren liegt. Das Durchschnittsalter beträgt 17,9 Jahre (Stand: 2012).
Die Kindersterblichkeit liegt bei 1,5 % (weltweiter Durchschnitt 2014: 4,8 %).
Nach Berechnungen der FAO lebten im Jahr 2006 81 % der 1,5 Millionen Einwohner des Gazastreifens ebenso wie 59 % der 2,4 Millionen Einwohner des Westjordanlandes unterhalb der Armutsgrenze. Nach FAO-Angaben waren 70 % der Bevölkerung im Gazastreifen nicht in der Lage, ihren täglichen Bedarf an Lebensmitteln ohne zusätzliche Hilfe zu decken und hatten nur 2–3 Stunden pro Tag Zugang zu Wasser. Seit 1949 ist der Gazastreifen wesentlich auf die Versorgung durch die UNRWA angewiesen. So versorgte die UNRWA Ende 2012 etwa die Hälfte der Bevölkerung mit Lebensmitteln. Eine Gesundheitsstudie der WHO vom Juli 2009 kam zu dem Ergebnis, dass Untergewichtigkeit von Säuglingen (1,2 %) und Kindern bis 16 Jahren (1,4 %) im Gazastreifen leicht rückläufig sei und auf einem akzeptablen Niveau liege, während Übergewichtigkeit von Kindern zwischen 10 und 16 Jahren mit 15,9 % eine „hohe Verbreitung“ („high prevalence“) aufweise. Die Studie vermutet als Gründe Bewegungsmangel und unausgewogene Ernährung. 2012 legte Israel seinen Lebensmittellieferungen in den Gazastreifen einen Pro-Kopf-Bedarf von ca. 9,5 MJ/d (= 2.279 kcal/d). zugrunde. Hinzu kommen lokal erzeugte Lebensmittel und vor allem solche, die durch Tunnel aus Ägypten eingeschmuggelt werden. Kritiker wie die Free-Gaza-Bewegung werfen Israel vor, es wolle das palästinensische Volk aushungern. Laut FAO liegt der Schwellenwert für Hunger bei ca. 7,5 MJ/d (= 1.800 kcal/d) pro Kopf.
Der Großteil der Bevölkerung sind Muslime. Mit Räumung der rund 8500 jüdischen Siedler verblieben 2007 als größte religiöse Minderheiten die Christen, deren Zahl anfangs noch 3000 betrug und 2016 auf 1200 gesunken war. Der Großteil davon ist griechisch-orthodox und ein Sechstel katholisch. Die christliche Minderheit wird geduldet, sieht sich jedoch Missionierungsversuchen bis hin zu Zwangskonversionen ausgesetzt. 2014 detonierte auf dem Gelände einer Kirche ein Sprengsatz. Ein Graffito rechtfertigte den Anschlag als Rache für das, was den Muslimen in Zentralafrika angetan werde. 2022 war die Zahl der Christen auf 1017 zurückgegangen, davon rund 130 katholische Christen.

## Wirtschaft
Die Industrie des Gazastreifens besteht aus meist kleinen Familienbetrieben, in denen Textilien, Seife, Schnitzereien aus Olivenholz und Souvenirs aus Perlmutt hergestellt werden. Die Israelis haben einige moderne industrielle Kleinbetriebe aufgebaut.
Elektrizität wird zum wesentlichen Teil aus Israel geliefert, das daneben durch Kürzung oder Einstellung der Treibstofflieferung den Betrieb des einzigen Kraftwerkes vor Ort in der Hand hat und diese Lieferungen immer wieder bei Angriffen aus Gaza heraus als Druckmittel benutzt.
Aus anderen Gründen gab es ab Juni 2017 in Gaza nur vier Stunden täglich Strom, nachdem Israel auf Bitten des palästinensischen Präsidenten Mahmud Abbas die Stromversorgung verringert hatte. Der Fatah-Chef wollte damit Druck auf die in Gaza regierende Hamas ausüben. Ab Januar 2018 erhöhte Israel – wiederum auf Bitten der Palästinensischen Autonomiebehörde – die Stromlieferung wieder, so dass täglich wieder sechs bis acht Stunden Strom zur Verfügung stehen. Im Oktober 2023 soll Gaza über ein dichtes Netz von Solaranlagen verfügt haben.
Die wichtigsten Agrarprodukte sind Oliven (Erträge durch Oliven 2008: ca. 123 Millionen USD), Zitrusfrüchte, Gemüse, Rindfleisch und Molkereiprodukte. Hauptausfuhrartikel sind Zitrusfrüchte und Schnittblumen (Erträge im Durchschnitt: 13 Millionen USD pro Jahr), Haupteinfuhrartikel sind Lebensmittel, Konsumgüter und Baustoffe. Die wichtigsten Handelspartner des Gazastreifens sind Israel, Ägypten und das Westjordanland.
| Sektoren                           | Anteil am BIP | Anteil am BIP | Anteil an den Beschäftigten | Anteil an den Beschäftigten |
| Sektoren                           | 2007          | 2011          | 2007                        | 2011                        |
| ---------------------------------- | ------------- | ------------- | --------------------------- | --------------------------- |
| Verarbeitende Industrie            | 13,0 %        | 10,9 %        | 12,5 %                      | 11,8 %                      |
| Land-, Forstwirtschaft, Fischerei  | 05,6 %        | 05,9 %        | 16,1 %                      | 11,9 %                      |
| Baugewerbe                         | 05,1 %        | 07,3 %        | 10,9 %                      | 13,9 %                      |
| Handel, Hotels, Restaurants        | 13,0 %        | 15,4 %        | 19,4 %                      | 20,3 %                      |
| Transport, Lagerung, Kommunikation | 07,2 %        | 08,1 %        | 05,5 %                      | 06,1 %                      |
| sonstige Dienstleistungen          | 56,1 %        | 52,4 %        | 35,6 %                      | 36,0 %                      |

Die Wirtschaftsleistung des Gazastreifens sank zwischen 1992 und 1996 um etwa ein Drittel ab. Erklärt wurde dieser Niedergang einerseits mit Korruption und Misswirtschaft durch Jassir Arafat, andererseits mit israelischen Grenzabriegelungen, durch die der bis dahin aufgebaute Pendler- und Güterverkehr zwischen Israel und dem Gazastreifen unterbrochen wurde. Die nachteiligste soziale Folge war das Entstehen einer hohen Arbeitslosigkeit.
In den darauffolgenden Jahren verhängte Israel seltener derart umfassende Grenzsperrungen und traf Vorkehrungen, um die Auswirkungen solcher Sperren und anderer Sicherheitsmaßnahmen auf den Import palästinensischer Waren und Arbeitskraft nach Israel zu vermindern. Diese Änderungen führten zu einer drei Jahre anhaltenden wirtschaftlichen Erholung im Gazastreifen.
Der Aufschwung endete mit dem Ausbruch der zweiten Intifada im Herbst des Jahres 2000. Diese führte zur völligen Grenzabriegelung durch die israelische Armee und häufigen Verkehrsbehinderungen in den palästinensischen Selbstverwaltungsgebieten, wodurch Handel und Arbeitsverkehr stark behindert wurden. Innerer Aufruhr und israelische Militäraktionen in den Palästinensergebieten führten zur Zerstörung wichtiger Fabrikanlagen und Verwaltungsstrukturen, zahlreichen Geschäftsschließungen und einem jähen Abfall des Bruttoinlandsproduktes.
Ein weiterer Hauptfaktor war das Sinken der Arbeitseinkommen infolge der eingeschränkten Anzahl von Bewohnern, denen die Einreise zur Arbeit nach Israel gestattet wurde. Nach dem israelischen Rückzug aus dem Gazastreifen erlaubte Israel wieder einer begrenzten Anzahl von Arbeitern, nach Israel zu pendeln. Nach dem Sieg der Hamas in den Parlamentswahlen von 2006 kündigte Israel aber an, diese Genehmigungen wieder zu reduzieren oder zu beenden. Nach der gewaltsamen Übernahme der Macht im Gazastreifen durch die Hamas 2007 (Kampf um Gaza) wurden die Grenzen vollständig geschlossen.
Die durch israelische und ägyptische Grenzschließungen bewirkte wirtschaftliche Abschnürung, die inzwischen praktisch unterbundenen Zahlungsüberweisungen über Banken von und an Regierungsstellen in Gaza wegen der weitgehenden internationalen Isolierung des Hamas-Regimes, der Konflikt mit der im Westjordanland regierenden Fatah und die mit Angriffen mit Kassam-Raketen begründeten israelischen Militäraktionen haben das Wirtschaftsleben inzwischen weitgehend zum Stillstand gebracht. Der Gazastreifen ist von Hilfslieferungen internationaler humanitärer Organisationen und einzelner ausländischer Staaten, von Israel sowie vom Schmuggel abhängig, der vor allem über die Sinai-Halbinsel abgewickelt wird. Durch die Zerstörung von Schmugglertunneln und Benzinleitungen aus Ägypten wurde der Schmuggel stark beeinträchtigt. Die wirtschaftliche Lage verschlechterte sich im Laufe der Jahre stark. Während es 2010 und 2011 noch ein Wachstum von 9,8 % gab, fiel 2012 das Wachstum auf 6,6 %, 2013 auf 1,9 % (Schätzung).
Nach Angaben des Palästinensischen Zentralamts für Statistik gehört die Arbeitslosenquote in Gaza mit einer Gesamtarbeitslosenquote von 46 % und einer Jugendarbeitslosenquote von etwa 70 % zu den höchsten der Welt, während die Bevölkerung gleichzeitig eine der höchsten Alphabetisierungsraten der Welt aufweist.

## Trinkwasserversorgung
Im Gazastreifen haben nur etwa zehn Prozent der Bevölkerung Zugang zu sauberem Trinkwasser (Stand 2020). Ein Aquifer, das die Einwohner jahrzehntelang mit Wasser versorgte, wurde überbeansprucht und durch nachsickerndes salzhaltiges Meerwasser weitestgehend zerstört. Zudem gelangen Dünger und ungefiltertes Abwasser ins Grundwasser und machen es ungenießbar. Israel liefert zwar Trinkwasser, kann jedoch nicht den gesamten Bedarf decken. Trinkwasser wird zudem durch Meerwasserentsalzungsanlagen gewonnen.

## Verkehr
Seit dem Sechstagekrieg steht der Gazastreifen unter direkter, seit dem Rückzug des israelischen Militärs und der Schließung israelischer Siedlungen im Jahr 2005 unter indirekter Kontrolle Israels. Israel, aber auch das Nachbarland Ägypten schränkten den Personen- und Warenverkehr in der Vergangenheit immer wieder ein und ließen ihn zeitweise gänzlich zum Erliegen kommen, was immer wieder zu Engpässen in der Versorgung führte und somit die dortige Wirtschaft und den Arbeitsmarkt zumindest teilweise zusammenbrechen ließ.
Eine Studie der RAND Corporation sieht eine Verbindung zwischen dem Westjordanland und Gazastreifen als Voraussetzung für einen lebensfähigen palästinensischen Staat, da sie die Mobilität und Bevölkerungsaustausch zwischen diesen Gebieten ermöglicht. Israel gestattet derzeit nicht einmal den temporären Aufenthalt von Gazabewohnern im Westjordanland, z. B. für Studenten aus Gaza, die in Bir Zait studieren wollen. Ausnahmen gibt es nur für 16 Personengruppen, z. B. Sportler der palästinensischen Nationalmannschaften für gemeinsames Training und Wettbewerbe.

### Eisenbahn

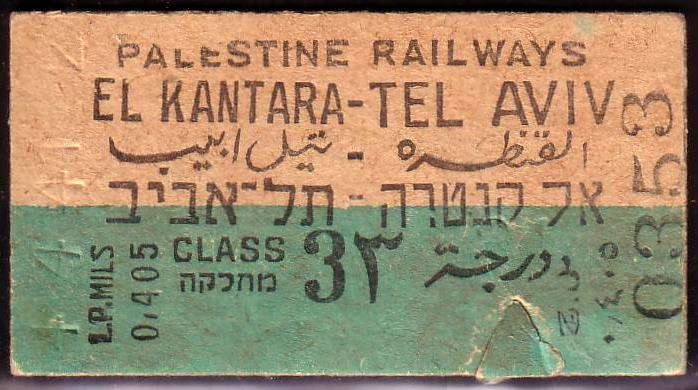
Fahrkarte von El Qantara nach Tel Aviv (1941)

Die normalspurige Strecke (Israel-) Gaza Stadt – Rafah war Teil der Sinai-Bahn. Sie wurde von der britischen Sinai Military Railway erbaut und bis 1948 von den Palestine Railways betrieben. Die ägyptische Armee überschritt am 14. Mai 1948 die Grenze nach Palästina, um das in Teilen seines Gebietes gegründete Israel wieder zu zerschlagen. Im Nachgang der ägyptischen Invasion weiteten die Ägyptischen Staatsbahnen (ESR) ihren Betrieb auf die mittlere Strecke der Sinai-Bahn im Gazastreifen zwischen Rafah und Gaza und aus, um die Invasoren logistisch zu unterstützen. Die Sinai-Bahn in ihrem palästinensischen Abschnitt war im Krieg um Israels Unabhängigkeit 1948 an manchen Stellen (z. B. bei Aschqelon) heftig umkämpft und die israelischen Streitkräfte vermochten die ägyptische Armee erst nördlich Isduds an den Brücken über den Nachal Lachisch, die sie gesprengt hatten, zu stoppen. In ihrem Waffenstillstandsabkommen von 1949 fixierten Ägypten und Israel die zu der Zeit militärisch gehaltenen Trennlinien als Grüne Linie. Die ESR betrieben zwischen 1948 und 1967, unterbrochen von Oktober 1956 bis März 1957, die Strecke (Kairo–) Rafah–Gaza Stadt. Die ESR änderten die Kilometrierung auf ihrem Streckenteil der Sinai-Bahn, die nun von Al-Qantara bis Gaza zählte statt von Haifa bis zum Suezkanal.
Im britisch-französisch-israelischen Sinai-Feldzug ab Oktober 1956 gegen Ägypten verlängerte die Bahngesellschaft Rakkevet Israel (RI) im November den Truppen- und Güterverkehr bis auf den Sinai. Als in Folge der US-Intervention Britannien, Frankreich und Israel im März 1957 ihren Vorstoß aufgeben mussten, unterstützte die RI den israelischen Abzug vom Sinai mit entsprechenden Transporten zuletzt ab Rafah. Die ESR demontierten daraufhin die Schienen zwischen der Grünen Linie und dem Bahnhof Ghazzah.
Zwischen dem israelischen Grenzbahnhof Jad Mordechai und dem Endpunkt der ESR-Strecke in Gaza Stadt fehlten etwa 19 Kilometer Gleise, die die Rakkevet Israel (RI) im Sechstagekrieg beginnend zwischen 9. und 20. Juni 1967 neu verlegte. Die RI besorgten Bedarfsverkehr bis al-Qantara, regelmäßigen Güterverkehr richtete die RI ab bzw. bis Al-Arisch Richtung Aschqelon–Lod ein. Im Jahre 1972 verkehrten wieder Personenzüge bis nach Tel Aviv Darom und Haifa. Am 1. November 1972 eröffnete die RI den Personenverkehr ab Gaza via Rechovot und Lod nach Tel Aviv Süd. Nach dem Jom Kippur (6. Oktober 1973), an dem alles öffentliche Leben Israels ruhte und zu welcher Gelegenheit seine Feinde es im Jom-Kippur-Krieg überfielen, wurde der ohnehin defizitäre Personenverkehr im Rahmen neuer Sicherheitserwägungen nicht wieder aufgenommen. Die im Israelisch-ägyptischen Friedensvertrag von 1978 vereinbarte schrittweise Räumung des Sinais von israelischen Streitkräften und Zivilisten unterstützte die RI logistisch und zog dann ihren Betrieb bis hinter die ägyptische Grenze zurück. Mit dem Abzug der Israelis aus dem Gazastreifen bis August 2005 stellte die RI den Güterverkehr im Gazastreifen ein.
Seit 1996 gibt es eine palästinensische Eisenbahnverwaltung, die rund 50 Kilometer lange Strecke im Gazastreifen ist jedoch nicht in Betrieb.

### Flugverkehr
Im Gebiet der Gemeinde Dahaniye befand sich der Internationale Flughafen Jassir Arafat, welcher der einzige Verkehrsflughafen in den palästinensischen Autonomiegebieten war. Der 1998 eröffnete Flughafen wurde im Jahre 2001 durch israelische Streitkräfte in der Folge der Zweiten Intifada aufgrund der Vermutung, dass auf dem Luftweg Waffen in den Gazastreifen geschmuggelt werden, geschlossen und zerstört.

## Bildung
Im Gazastreifen bestehen vier Universitäten (al-Aqsa-Universität, al-Azhar-Universität Gaza, Islamische Universität Gaza, University of Palestine), Außenstellen der Fernuniversität Al-Quds Open University sowie drei Fachhochschulen.
In den staatlichen Schulen werden Jungen und Mädchen getrennt unterrichtet. 2013 versuchte die Hamas erfolglos, auch an den Schulen der kleinen christlichen Minderheit die Koedukation zu unterbinden.

## Verwaltung
Der Gazastreifen ist in fünf Gouvernements gegliedert: Gouvernement Nordgaza, Gouvernement Gaza, Gouvernement Dair al-Balah, Gouvernement Chan Yunis und Gouvernement Rafah.
Bei der zweiten Wahl im Januar 2006 wurden die folgenden Ergebnisse erzielt:
- Nordgaza: 5 Sitze an die Liste Change and Reform (a)
- Gaza: 5 Sitze an die Liste Change and Reform, 3 Sitze für die Liste Independent Palestine (b)
- Dair al-Balah: 2 Sitze an die Liste Change and Reform, 1 Sitz an die Partei al-Fatah
- Chan Yunis: 3 Sitze an die Liste Change and Reform, 2 Sitze an die Partei al-Fatah
- Rafah: 3 Sitze an die Partei al-Fatah

(a) Die Liste Change and Reform wird überwiegend von der Hamas gestellt.
(b) Die Liste Independent Palestine wird von Mustafa Barghuti angeführt.

## Justiz
Der Gazastreifen verfügt über drei Gefängnisse, von denen eines ein Hochsicherheitsgefängnis ist. Im Gegensatz zu Israel dringt wegen umfangreicher Zensur – Gaza ist Reporter ohne Grenzen zufolge auf Platz 157 der Pressefreiheit – wenig an die Öffentlichkeit. Gemäß einem Bericht des Spiegel vom 21. Oktober 2010 kommt es in der Untersuchungshaft regelmäßig zu Menschenrechtsverletzungen und Folter, vornehmlich politischer Gefangener, die als Kollaborateure verdächtigt werden.

## Sperrzonen und Grenzübergänge

Grenzübergänge und Militärkorridore, Stand Juli 2025

### Grenze zu Israel
Die Landgrenzen zu Ägypten und Israel sind mit einem Sicherheitszaun gesichert. Es besteht hinter dem Zaun eine von Israel deklarierte breite Sicherheitszone von 200 bis 300 Metern Breite, weshalb 62,6 km² meist landwirtschaftliche Fläche nicht genutzt werden können.

### Grenzübergang Rafah
Der Grenzübergang Rafah ist der einzige Grenzübergang zu Ägypten. Mit der Machtübernahme der Hamas im Gazastreifen im Juni 2007 wurde der Grenzübergang allerdings durch Ägypten geschlossen und war seitdem nur zeitweise eingeschränkt geöffnet. Sowohl eine Einreise als auch eine Ausreise über diesen Grenzübergang ist bis heute äußerst schwierig.

### Luft- und Seezugänge
Israel kontrolliert mit seiner Armee den gesamten Zugang zum Gazastreifen über die Luft (der bestehende Flughafen Gaza wurde von Israel teilweise zerstört und eine Wiederaufnahme der Flugverbindungen ist ohne Zustimmung Israels nicht möglich) und zur See (der Bau eines Hochseehafens bzw. Aufnahme entsprechender Schiffsverbindungen ist ohne israelische Zustimmung nicht möglich).

### Tunnel
Neben den offiziellen Grenzübergängen gibt es ein verzweigtes Tunnelsystem innerhalb Gazas und in den Grenzgebieten zu Ägypten und Israel.

## Söhne und Töchter der Region
- Hilarion von Gaza (291–371), Heiliger (römisch-katholisch und orthodox)
- Dorotheos von Gaza (510–620), christlicher Mönch und Abt
- Porphyrios von Gaza (347–420), Bischof, Heiliger (römisch-katholisch und orthodox)
- Zacharias von Mytilene (465 bis nach 536), orthodoxer Kirchenhistoriker
- Muhammad ibn Idris asch-Schafii (767–820), ein Abkömmling der Familie des Propheten Mohammed
- Israel Nadschara (1555–1628), ein jüdischer liturgischer Poet, Kommentator der Hebräischen Bibel, Kabbalist und Rabbi von Gaza
- Said al-Schawa (1868–1930), palästinensischer Politiker und der erste Bürgermeister von Gaza-Stadt
- Haidar Abdel-Shafi (1919–2007), Arzt und Politiker
- Ahmad Yasin (1936–2004), geistlicher Führer und Begründer der Organisation Hamas
- Laila Shawa (1940–2022), Künstlerin
- Muhammad Schabir (1946–2023), Wissenschaftler und Politiker
- Ramadan Shallah (1958–2020), palästinensischer Ökonom und einer der Gründer des Islamischen Dschihad in Palästina
- Ahmed al-Dschabari (1960–2012), Oberbefehlshaber des militanten Flügels der Hamas, der Qassam-Brigaden
- Refaat Alareer (1979–2023), Schriftsteller, Dichter, Professor und Aktivist
- Hiba Abu Nada (1991–2023), Dichterin und Schriftstellerin
- Razan al-Najjar (1997–2018), Krankenschwester und Rettungshelferin
- Ziad Abu Amr (* 1950), palästinensischer Politiker und stellvertretender Premierminister und Minister für Kultur des Staates Palästina
- Mousa Abu Marzouk (* 1951), führendes Mitglied der Hamas
- Ziyad an-Nachala (* 1953), Politiker und Generalsekretär (Islamischer Dschihad in Palästina)
- Mohammed Dahlan (* 1961), palästinensischer Politiker (Fatah)
- Yahyā as-Sinwār (1962–2024), Politiker (Hamas), Terrorist und Drahtzieher des Angriffs auf Israel 2023
- Salah Abdel-Shafi (* 1962), Wirtschaftswissenschaftler und Diplomat
- Ismail Haniyya (1963–2024), palästinensischer Politiker und Vorsitzender des Politbüros der Hamas
- Ibrahim Abou-Nagie (* 1964), deutscher salafistischer Prediger
- Mohammed Deif (1965–2024), Terrorist und Oberbefehlshaber des militanten Flügels der Hamas, der Qassam-Brigaden
- Marwan Issa (1965–2024), Stellvertretender Oberbefehlshaber des militanten Flügels der Hamas, der Qassam-Brigaden
- Wael al-Dahdouh (* 1970), Journalist und Büroleiter des Nachrichtensenders Al Jazeera in Gaza
- Mohammed Assaf (* 1989), Sänger und Gewinner der zweiten Staffel von Arab Idol
- Mosab Abu Toha (* 1992), Dichter, Gelehrter, Bibliothekar und Pulitzer-Preisträger